# Svir (lac)
Pour les articles homonymes, voir Svir.
Svir (en biélorusse : Свір ; en russe : Свирь) est un lac du nord-ouest de la Biélorussie, dans le bassin de la Stracha, dans le raïon de Miadzel.